# Rozumowanie prawnicze
Rozumowanie prawnicze (ang. legal reasoning) – typ rozumowań praktycznych stosowanych w praktyce prawniczej i naukach prawnych.  Cechą charakterystyczną rozumowaniach prawniczych jest ich zorientowanie na normy prawne oraz ich pragmatyczny charakter. 
Rozumowania prawnicze stosowane są przy wykładni i sądowym i pozasądowym stosowaniu prawa (np. przy wydawaniu wyroku lub decyzji administracyjnej), udzieleniu porad prawnych i innych przypadkach przypisywania konkretnych skutków prawnych konkretnym stanom faktycznym. Obecne są one również przy dokonywaniu wykładni in abstracto, a więc bez związku ze stosowaniem prawa w konkretnych przypadkach.  
Kwestią sporną jest na ile rozumowania prawnicze podlegają formalnym regułom, w szczególności logice formalnej (podejście formalistyczne), a na ile można je wiązać z tzw. logiką nieformalną (podejście antyformalistyczne). Poza schematami z zakresu logiki klasycznej lub do nich zbliżonymi w rozumowaniach prawniczych obecne są też argumenty i schematy wnioskowań znanych retoryce i teoriom argumentacyjnym. Przykładem sformalizowanego schematu rozumowania prawniczego jest sylogizm prawniczy, będący próbą implementacji w prawie rozumowania dedukcyjnego. Mniej sformalizowany charakter mają rozumowania z analogii i  rozumowanie z zasad i ich ważenia (ang. balancing the countervailing principles). 
Rozumowania prawnicze stanowią obecnie też przedmiot badań psychologii i neuronauk. Nauki te badają rozumowania prawnicze pod kątem tego, jak one przebiegają w rzeczywistość, m.in. na ile obecne w nich procesy mają charakter rozumowania racjonalnego, zwłaszcza pod względem przeprowadzania w prawie operacji na ogólnych regułach (dyrektywach wykładni pierwszego i drugiego stopnia, ogólnych zasadach i normach itp), a na ile rozumowania intuicyjnego, zwłaszcza w zakresie podejmowania decyzji, którą z przeciwstawnych reguł (dyrektyw wykładni) należy się w danym przypadku posłużyć i oceniania materiału dowodowego, ,. Rozumowanie prawnicze, wskutek przebywania prawników w szczególnym homogenicznym środowisku i specjalnej edukacji oraz biorącego się stąd specyficznego sprzężenia zwrotnego, jakie osadzone jest w ograniczonej pod względem możliwych instancji procedurze sądowej (ang. feedback), może prowadzić do odmiennych rezultatów niż odpowiadające mu rodzajowo rozumowanie u ludzi nie będących prawnikami,.
Rozumowanie prawnicze jest szczególne ze względu na środowisko, w jakim jest przeprowadzane, i ze względu na przymioty osób, które się nim posługują. Tak charakteryzuje je między innymi:
- brak możliwości weryfikacji na gruncie logicznym lub empirycznym jego wyników (za pomocą eksperymentu lub obserwacji albo wnioskowań dedukcyjnych, jakie w sposób obiektywny wskazywałyby na prawidłowość lub nieprawidłowość tych wyników),
- fakt, iż jest ono stosowane w praktyce przez osoby (sędziów, adwokatów, radców prawnych), które na ogół nie dysponują żadną szczególną wiedzą empiryczną i społeczną (nie są specjalistami z zakresu nauk technicznych, ekonomii, socjologii, politologii itp.) tudzież wiedzą na temat wyspecjalizowanych teorii, które by mówiły co jest dobre a co złe, lub co jest sprawiedliwe a co jest niesprawiedliwe,
- uzależnienie wagi jego wyniku od autorytetu osoby, która się nim posługuje (od tego, w jakim sądzie orzeka czy jest profesorem prawa lub znanym prawnikiem praktykiem),
- konieczność poprawiania przez nie (jego wyniki) niedostatków i niedoskonałości prawa - w tym w celu zapewnienia tego, żeby prawo było racjonalne, sensowne, pozbawione wewnętrznych sprzeczności i luk, spójne aksjologicznie, prowadziło do społecznie pożądanych rezultatów i nie nakładało na swoich adresatów obowiązków, które są fizycznie niewykonalne, lub jakie są moralnie nie do zaakceptowania[9].

Rozumowanie prawnicze różni się tym samym od rozumowania stosowanego w naukach empirycznych (przyrodniczych, aposteriorycznych), takich jak np. fizyka i biologia, oraz naukach formalnych (apriorycznych), takich jak logika formalna i matematyka, posiada też swoją specyfikę   na tle rozumowań, do jakich na ogół sięga się w naukach społecznych i humanistycznych.  